# Верхня Самара
Ве́рхня Сама́ра — село в Україні, у Близнюківській селищній громаді Лозівського району Харківської області. Населення становить 680 осіб. До 2020 орган місцевого самоврядування — Верхньосамарська сільська рада.

## Географія
Село Верхня Самара знаходиться на лівому березі річки Самара, русло якої сильно порізане, утворює багато лиманів, затонів, є мости. Примикає до села Веселе. На протилежному березі знаходиться село Павлівка.

## Назва
Назва села Верхня Самара походить від назви річки Самара, у верхній частині якої воно розташоване.

## Історія
Точної дати заснування поселення немає. За одними даними, село засноване в 2-ій половині XVII ст. або на початку XVIII ст., за іншими — на початку ХІХ століття. На користь першої версії є історичні докази.
Після ліквідації Запорізької Січі в 1775 році землі Лівобережної України почали роздаватися фаворитам Катерини-ІІ: Потьомкіну, Щербатову, Башилову, Сумарокову-Ельстону.
Землі в селі Верхня Самара належали Щербатову Івану Пилиповичу. Він володів 18000 десятинами землі. Згодом його син Сергій почав продавати ці землі селянам, що призвело до швидкого зростання села. Сюди прибули переселенці з інших губерній Росії.
За губернським атласом Росії 1791 року село Верхосамарське входило до Хорошівської волості Павлоградського повіту Катеринославської губернії.
За даними 1859 року Верхньосамарське (інша назва Неплюєве) було панським селом, у якому були 48 подвір'їв й 279 мешканців.
У роки Першої світової та громадянської війн Верхня Самара входила до складу Добровільської волості Павлоградського повіту Катеринославської губернії.
Під час Визвольних змагань село кілька разів переходило із рук в руки.
У 1923 році було здійснено новий територіально-адміністративний поділ в Україні. Були утворені округи, райони, сільські ради. Верхня Самара стала відноситися до Близнюківського району Павлоградського повіту Катеринославської губернії. Цей рік є роком створення Близнюківського району.
Включно до 1932 року село Верхня Самара входило до Катеринославської губернії (нині Дніпропетровська область).
У роки Німецько-радянської війни Верхня Самара з 14 вересня 1941 року була в окупації. 15 вересня 1943 року село було звільнено солдатами 180 гвардійського полку під командуванням майора Ф. В. Чайки. Цей полк входив до складу 60-ї гвардійської дивізії під командуванням генерал-майора Д. П. Монахова, 12-ї армії Південно-Західного фронту. Під час визволення села загинуло 76 радянських воїнів, а за роки війни на фронтах загинуло 238 воїнів Верхньосамарської сільської ради.
12 червня 2020 року, відповідно до Розпорядження Кабінету Міністрів України № 725-р «Про визначення адміністративних центрів та затвердження територій територіальних громад Харківської області», увійшло до складу Близнюківської селищної громади.
19 липня 2020 року, в результаті адміністративно-територіальної реформи та ліквідації Близнюківського району, увійшло до складу Лозівського району Харківської області.

## Населення
Згідно з переписом УРСР 1989 року чисельність наявного населення села становила 759 осіб, з яких 348 чоловіків та 411 жінок.
За переписом населення України 2001 року в селі мешкали 674 особи.

### Мова
Розподіл населення за рідною мовою за даними перепису 2001 року:
| Мова       | Відсоток |
| ---------- | -------- |
| українська | 97,35 %  |
| російська  | 2,65 %   |

## Економіка
- В селі є кілька молочено-товарних, свино-товарна і птахо-товарна ферми.
- Парники.

## Культура
- Школа.
- Клуб.
- Стадіон.